# Kyle Petty
Kyle Petty, född den 2 juni 1960 i Randleman, North Carolina, USA, är en amerikansk racerförare. Han är son till den sjufaldige mästaren i Nascar Cup Series, Richard Petty och sonson till den flerfaldige mästaren i samma serie, Lee Petty. Dessutom är han själv far till Adam Petty, som omkom i ett Nascar-test på New Hampshire Motor Speedway 2000.

## Racingkarriär
Petty vann Daytona ARCA 200 1979, vilket gjorde honom till den då yngste föraren som vunnit ett stock car-race. Redan samma år gjorde han sin debut i Winston Cup, vilket skedde på Talladega. Hans första hela säsong kom 1981, då han slutade på tolfte plats. Han var då teamkamrat med sin egen far, något han var fram till 1985, då han gick till Wood Brothers Racing, med sponsorstöd av 7-Eleven. Pettys första seger kom 1986 på Richmond International Raceway, vilket gjorde honom till den förste att inbringa en tredje generation segrare i Nascar. Efter två mindre framgångsrika säsonger fick han lämna teamet efter 1988, och han fick ingen fulltidskörning för det efterkommande året. Han var tillbaka som fulltidsförare 1990, och vann på North Carolina Speedway. Säsongen 1991 började lovande, men ett brutet ben i en krasch på Talladega gjorde att han missade stora delar av den. Säsongerna 1992 och 1993 var Pettys mest framgångsrika, med två raka femteplatser i mästerskapet som resultat. Han vann två tävlingar 1992 och en 1993, innan han föll till en femtondeplats i tabellen 1994. Han tog sin antagligen sista seger i cupen 1995 på Dover International Speedway, men totalt försämrades hans position till 30:e, och efter ytterligare en svag säsong 1996 lämnade han SABCO-teamet. Efter att ha försökt starta ett eget team återvände han till Petty Enterprises, men framgångarna uteblev. Istället dog hans tjugoårige son Adam i ett Busch Series-test på New Hampshire, vilket gjorde att han tog en kort paus från racingen. Hans bästa resultat i cupställningen under 2000-talet kom 2002, med en 22:a plats. Efter att ha blivit trea i Coca-Cola 600 2007, körde han även delvis under 2008, men stallet gick i konkurs och gick ihop med Evernham Motorsports, vilket gjorde Kyle överflödig.